# کنگره جهانی ارمنی
کنگرۀ جهانی ارمنی (ارمنی: Համաշխարհային հայկական կոնգրես، انگلیسی: World Armenian Congress (WAC)) که همچنین با عنوان کنگرۀ سازمان‌های جهانی ارمنی نیز شناخته می‌شود، یک اتحادیۀ بین‌المللی از سازمان‌های همگانی ارمنی است.

## تاریخچه
کنگرۀ جهانی ارمنی در اکتبر ۲۰۰۳ به عنوان اتحادیه‌ای برای سازمان‌های غیردولتی ارمنی تأسیس شد و از آن زمان به جایگاهی بین‌المللی رسیده است. مقر کنگره در ایروان واقع شده است. شاخۀ جوانان این سازمان که با عنوان "انجمن سازمان‌های جوانان کنگرۀ جهانی ارمنی" شناخته می‌شود در سال ۲۰۰۶ تأسیس شده است.
این سازمان به‌طور مرتب نشست‌هایی را برای اعضای بین‌المللی خود سازماندهی می‌کند. اولین کنگره در اکتبر ۲۰۰۸ برگزار شد. تمرکز این اجلاس بر تقویت ارتباطات بین ارمنستان با ارمنی‌های روسیه بود.
در در دومین کنگرۀ جهانی ارمنی که در ۱۵ اکتبر ۲۰۱۲ در ایروان میزبانی شد، ۱۴۷ نماینده حضور داشتند. سرژ سارگسیان رئیس جمهور سابق ارمنستان در جمع نمایندگان سخنرانی کرد. رئیس‌جمهور تصریح کرد: به لطف سازمان‌های غیردولتی مختلف، اعم از سازمان‌های سیاسی، خیریه، فرهنگی یا حرفه‌ای، که در چهار گوشۀ جهان وجود دارد، می‌توان از جامعۀ مدنی ارمنی‌های جهان صحبت کرد و این موفقیتی‌ست که همۀ ما باید به آن افتخار کنیم." همچنین آرا آبرامیان، رئیس کنگرۀ جهانی ارمنی نیز اظهار داشت: "برنامۀ در اولویت ما حفظ و توسعۀ هویت ملی ارمنی، به‌طور مشترک با سازمان‌های دیاسپورا و ساختارهای جوامع، تدوین و اجرای برنامه‌های هدفمند با هدف اتحاد ارمنی‌ها بوده و خواهد بود."
در جریان اعتراضات ۲۰۲۰-۲۰۲۱ ارمنستان، آرا آبرامیان و کنگرۀ جهانی ارمنی از نخست‌وزیر نیکول پاشینیان خواستند استعفا دهد.

## اهداف
اهداف اصلی کنگرۀ جهانی ارمنی تقویت روابط بین ارمنستان و دیاسپورای ارمنی، کمک به توسعۀ اقتصادی ارمنستان، دستیابی به حل و فصل مسالمت‌آمیز مناقشۀ قره‌باغ کوهستانی و حمایت از استقلال آرتساخ، و همچنین حمایت از به‌رسمیت شناختن بین‌المللی نسل‌کشی ارمنی‌ها است.

## رهبری
ریاست کنونی کنگرۀ جهانی ارمنی را آرا آبرامیان، تاجر ارمنی-روسی بر عهده دارد. آبرامیان همچنین رهبری سازمان اتحادیۀ ارمنی‌های روسیه را نیز بر عهده دارد.